# KC and the Sunshine Band
KC and the Sunshine Band ist eine US-amerikanische Discoband aus Florida, die Contemporary R&B mit Funk und Latin Grooves zu Partymusik im Miami Sound mischte.
Sie wurde in der zweiten Hälfte der 1970er-Jahre vor allem durch ihre Hits Get Down Tonight, That’s the Way (I Like It), (Shake, Shake, Shake) Shake Your Booty, I’m Your Boogie Man, Keep It Comin’ Love und Please Don’t Go bekannt. Zwar bestand die Gruppe fast durchgehend aus sieben bis elf Musikern, den Kern der Band machten aber die beiden Musikproduzenten und Songschreiber Harry Wayne Casey (Spitzname: K.C.) und Richard Finch aus.

## Bandgeschichte

### 1973–1975
Harry Wayne (H.W.) Casey und Richard „Rick“ Finch arbeiteten 1973 bei dem Plattenlabel TK Records von Steve Alaimo in Hialeah, Florida. Da sie selbst Musik machen wollten und auch schon Songs für andere TK-Künstler schrieben, gestattete man ihnen, gelegentlich die Tonstudios zu nutzen. Jerome Smith, Fermin Goytisolo und Robert Johnson kamen bald dazu, und die ersten Aufnahmen der Sunshine Band entstanden. Ihre Vorbilder reichen von Diana Ross und Marvin Gaye über Billy Preston bis zu Blood, Sweat & Tears – diese Einflüsse sind am deutlichsten zu hören auf ihrer ersten LP Do It Good. Blow Your Whistle (September 1973) und Sound Your Funky Horn (Februar 1974) erreichten als Single-Auskopplungen erste Erfolge in den US-R&B-Musik-Charts.
Der Durchbruch für Casey und Finch kam aber mit einem anderen Künstler. Sie hatten im Studio gemeinsam mit Gitarrist Smith in einer freien Stunde auf ungenutzte Tonbänder einen Musiktitel aufgenommen, Casey spielte Keyboards und Finch E-Bass und Schlagzeug. Der Gesangspart war jedoch zu hoch für Caseys Stimme; die Band entschied, den Song von einem anderen Sänger aufnehmen zu lassen, da auch ihre zweite Single gerade auf dem Markt war. Am nächsten Tag kam George McCrae zufällig vorbei; in zwei Ansätzen (Takes) war die Aufnahme fertig. Rock Your Baby wurde 1974 in den USA, in Großbritannien und in vielen weiteren Staaten ein Nummer-eins-Hit; mehr als fünf Millionen Singles wurden verkauft. Casey und Finch waren auch Koautoren von Betty Wrights Grammy-Gewinnersong Where Is the Love, und sie produzierten Gwen McCraes Move Me Baby und Jimmy „Bo“ Hornes Gimme Some.

### 1975–1980
Der Erfolg von Rock Your Baby machte nicht nur McCrae, sondern auch Casey und Finch bekannt. Ihre nächste Single, Queen of Clubs, wurde in Großbritannien und Europa ein Hit; Sound Your Funky Horn wurde wiederveröffentlicht und stieg ebenfalls in die Charts ein. Die Band ging 1975 auf eine erfolgreiche Tournee durch Europa.
Während dieser Zeit veröffentlichte ihre Plattenfirma neue Aufnahmen als LP mit dem Bandnamen KC and the Sunshine Band als Titel; als Single wurde Get Down Tonight ausgekoppelt. Die Gruppe kam gerade rechtzeitig aus Europa zurück, um zu erleben, dass ihre Single am 30. August 1975 Nummer eins in den Billboard-Charts wurde; die LP stieg bis auf Platz vier. Noch im gleichen Jahr, am 22. November, folgte der zweite Chart-Topper That’s the Way (I Like It). 1976 brachte das Musikalbum Part 3 drei weitere US-Tophits, von denen (Shake, Shake, Shake) Shake Your Booty (am 11. September) und I’m Your Boogie Man (am 11. Juni 1977) erneut die Nummer-1-Position eroberten. Die US-B-Seite von Shake Your Booty, Boogie Shoes, verkaufte sich noch besser – auf dem Soundtrack von Saturday Night Fever. Der Erfolg setzte sich, leicht abgeschwächt, bis zu ihrem fünften Album fort. Ihre letzte Nummer eins in den USA wurde die Ballade Please Don’t Go, am 5. Januar 1980 erster Tophit der 1980er-Jahre.

### Die 1980er Jahre
Die Disco-Welle war vorbei (Casey allerdings war immer überzeugt gewesen, dass Disco nur ein anderes Verkaufslabel für Contemporary R&B gewesen sei), das TK-Label ging pleite, KC and the Sunshine Band lösten sich auf. Casey aber nahm weiter unter dem Bandnamen auf, unterzeichnete 1980 einen Vertrag bei Epic Records und veröffentlichte das Album The Painter.
Am 15. Januar 1982 hatte Casey einen Autounfall; er erlitt eine Gehirnerschütterung und eine Nervenquetschung, die seine gesamte rechte Körperhälfte lähmte. Er verbrachte eine Zeitlang im Rollstuhl und musste mühsam wieder laufen lernen.
Doch noch während seiner Reha kam 1982 die LP All in a Night’s Work heraus, für die er mit Debra Carter einen Song namens Give It Up geschrieben hatte. In Europa wurde dieser als Single veröffentlicht – und bald hatten KC & the Sunshine Band ihren größten Hit auf der Ostseite des Atlantiks. Give It Up erreichte am 13. August 1983 die Spitze der britischen Charts. Epic in den USA weigerte sich, die Single in Amerika herauszubringen. Casey löste daraufhin seinen Vertrag und gründete das eigene Label Meca Records, auf dem er Give It Up neu veröffentlichte – und damit 1984 einen für ein Independent-Label beachtlichen Platz 18 in den Billboard-Charts erreichte. Da die LP aber Caseys Erwartungen nicht erfüllte, zog er sich ins Privatleben zurück. Die Songs von KC and the Sunshine Band aber blieben Ohrwürmer – man hörte sie in Werbejingles, unter anderem von General Motors und Burger King sowie in Kinofilmen wie Sid und Nancy, Forrest Gump, Space Jam, Der verrückte Professor und Arlington Road.

### Die 1990er und 2000er Jahre
Das Jahr 1991 brachte neues Interesse an Discomusik, und Casey formierte die Sunshine Band neu. Die Gruppe nahm 1993 das Album Oh Yeah! auf und ging wieder auf Tournee. Beim Super Bowl 1999 spielte sie ein Medley ihrer größten Hits. Es erschienen mehrere Best-of-Alben, bis 2001 – nach acht Jahren – auf dem Album I’ll Be There for You neue Songs erschienen; das Album kam aber nicht in die Charts. 2003 trat die Band in dem Film Ein ungleiches Paar (The In-Laws) auf. Auch im Jahre 2006 waren KC & the Sunshine Band wieder auf Tournee.
Jerome Smith, langjähriger Gitarrist der Sunshine Band, kam im August 2000 bei einem Unfall auf einer Baustelle in Miami ums Leben, wo er als Bulldozerfahrer arbeitete.

## Diskografie
Studioalben

| Jahr | Titel Musiklabel                       | Höchstplatzierung, Gesamtwochen, AuszeichnungChartplatzierungen (Jahr, Titel, Musiklabel, Platzierungen, Wochen, Auszeichnungen, Anmerkungen) | Höchstplatzierung, Gesamtwochen, AuszeichnungChartplatzierungen (Jahr, Titel, Musiklabel, Platzierungen, Wochen, Auszeichnungen, Anmerkungen) | Höchstplatzierung, Gesamtwochen, AuszeichnungChartplatzierungen (Jahr, Titel, Musiklabel, Platzierungen, Wochen, Auszeichnungen, Anmerkungen) | Höchstplatzierung, Gesamtwochen, AuszeichnungChartplatzierungen (Jahr, Titel, Musiklabel, Platzierungen, Wochen, Auszeichnungen, Anmerkungen) | Anmerkungen                                                                   |
| Jahr | Titel Musiklabel                       | DE | UK | US | R&B | Anmerkungen                                                                   |
| ---- | -------------------------------------- | --- | --- | --- | --- | ----------------------------------------------------------------------------- |
| 1975 | KC and the Sunshine Band T. K. Records | — | UK26 (7 Wo.)UK | US4 (47 Wo.)US | R&B1 (31 Wo.)R&B | Erstveröffentlichung: 6. Juli 1975                                            |
| 1975 | The Sound of Sunshine T. K. Records    | — | — | US131 (8 Wo.)US | R&B24 (8 Wo.)R&B | Instrumentalalbum, als The Sunshine Band Erstveröffentlichung: September 1975 |
| 1976 | Part 3 T. K. Records                   | — | — | US13 (77 Wo.)US | R&B5 (50 Wo.)R&B | Erstveröffentlichung: Oktober 1976                                            |
| 1978 | Who Do Ya (Love) T. K. Records         | — | — | US36 (13 Wo.)US | R&B25 (11 Wo.)R&B | Erstveröffentlichung: August 1978                                             |
| 1979 | Do You Wanna Go Party T. K. Records    | — | — | US50 (37 Wo.)US | R&B19 (36 Wo.)R&B | Erstveröffentlichung: Juni 1979                                               |
| 1983 | All in a Night’s Work Epic Records     | — | UK46 (4 Wo.)UK | — | — | Erstveröffentlichung: August 1982                                             |
| 1984 | KC Ten Meca Records                    | — | — | US93 (18 Wo.)US | — | als KC Erstveröffentlichung: 28. Dezember 1983                                |

Weitere Studioalben
- 1974: Do It Good (T. K. Records)
- 1980: Space Cadet: Solo Flight (T. K. Records)
- 1981: The Painter (Epic Records)
- 1993: Oh Yeah! (ZYX Music)
- 2001: I’ll Be There for You (Sunshine Sound)
- 2007: Yummy (Sunshine Sound)
- 2015: Feeling You! (The 60s) (BFD)
- 2015: A Sunshine Christmas (BFD)

## Besetzung

### 1970er Jahre
- Harry Wayne Casey (* 31. Januar 1951, Hialeah, Florida) – Keyboards, Gesang, Songwriter, Produzent
- Richard Finch (* 25. Januar 1954, Indianapolis, Indiana) – Bass, Schlagzeug, Percussion, Songwriter, Produzent
- Jerome Smith (* 18. Juni 1953, Florida; † 10. August 2000, West Palm Beach, Florida) – Gitarre
- Robert Johnson (* 21. März 1953, Florida; † 1976 an Krebs) – Schlagzeug
- Ronald Louis „Ronnie“ Smith (* 1952, Florida; † 21. Januar 2012) – Trompete
- Fermin Goytisolo (* 31. Dezember 1951, Havanna, Kuba) – Congas, Timbales, Percussion
- Charles Williams (* 18. November 1954, Rockingham, North Carolina) – Posaune
- James Weaver – Trompete
- Denvil Liptrot – Saxophon

Später bestand die Bläsersektion aus:
- Mike Lewis – Tenorsaxophon
- Vinnie Tanno – Trompete
- Ken Faulk – Trompete
- Whit Sidener – Altsaxophon

Chorgesang: FIRE (Margret Reynolds, Beverly Champion & Jeanette Williams) und H.W. Casey

### 2006
- Harry Wayne Casey – Gesang, Keyboards, Songwriter, Produzent
- Fermin Goytisolo – Percussion
- Rusty Hamilton III – Keyboards
- Zeljko (Nick) Marinovic – Keyboards
- Jeffery Reeves – Gitarre
- Steve Lashley – Bass
- Jody Hill – Schlagzeug
- Steve Reid – Trompete
- Rick Benedetto – Trompete
- Tim Pitchford – Posaune
- Kenny Hamilton – Saxophon
- Maria De Crescenzo und Charlotte McKinnon – Chorgesang
- Kenetha Morris und Mikie Duran – Tänzer